# Kanichén
Kanichén es un despoblado del municipio de Tixkokob del estado de Yucatán, México, 

## Toponimia
El nombre (Kanichén) proviene del idioma maya.

## Localización
Kanichén se encuentra al oriente de Tixkokob.

## Infraestructura
- Una exhacienda abandonada.

## Demografía
Según el censo de 2005 realizado por el INEGI, la población de la localidad era de 0 habitantes.
| 0                           | ? | 0 | 0 |
| (Fuente: INEGI [Consultar]) |   |   |   |

## Galería

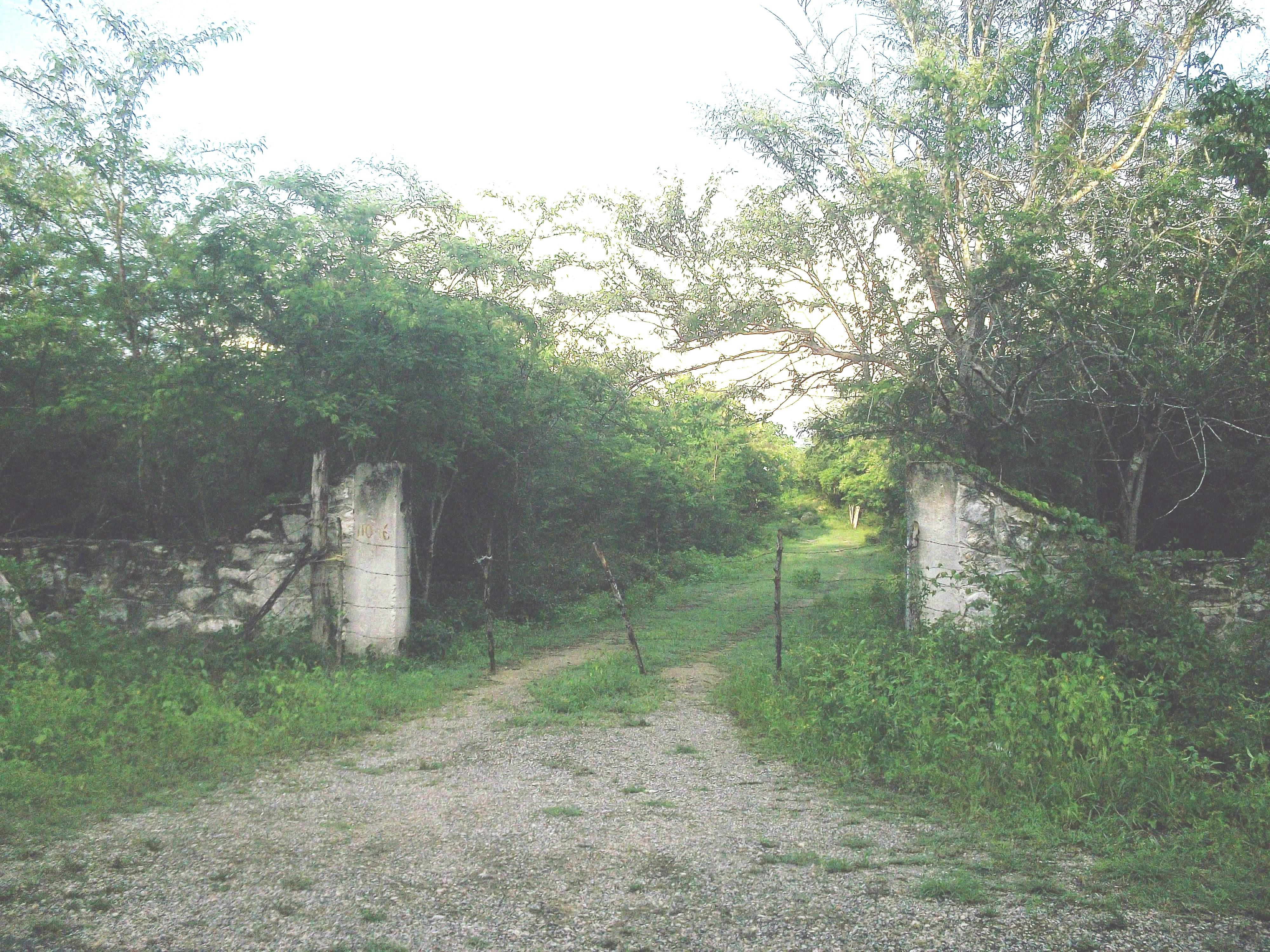
Entrada a Kanichén.